# Hemicordulia fideles
Hemicordulia fideles là loài chuồn chuồn trong họ Corduliidae. Loài này được McLachlan mô tả khoa học đầu tiên năm 1886.